# Diskurzivni književni oblici
Diskurzivni književni oblici (lat. diskursus - govor, razmišljanje) povezuju znanstveni izraz s elementima lirike, epike i drame, a teže poučavanju:
1. esej - tekst u kojem se neko književno ili znanstveno pitanje obrađuje na umjetnički način,
2. putopis - vrsta teksta u kojem putopisac otkriva svoje viđenje krajeva, zemalja, gradova ljudi i običaja,
3. dnevnik - vrsta teksta u kojem pisac zapisuje dnevne događaji, izražava svoj odnos prema njima i iznosi svoje tumačenje događaja i osoba,
4. memoari -  vrsta teksta u kojem pisac iznosi svoja sjećanja i uspomene na ljude,te događaje iz vlastitog života,
5. autobiografija - vrsta teksta u kojem pisac prikazuje vlastiti život,
6. biografija - vrsta teksta u kojem se prikazuje život znamenite osobe.
7. umjetnička reportaža